# Tim Lüddecke
Tim Lüddecke (* 25. Juni 1989 in Salzgitter) ist ein deutscher Biochemiker und Zoologe. Sein Forschungsgebiet ist die Biologie und Anwendung von Tiergiften sowie die Biodiversität und Evolution von Gifttieren.

## Leben
Lüddecke besuchte die Robert Bosch Gesamtschule in Hildesheim und schloss 2008 mit dem Abitur ab. Es folgte zunächst eine Berufsausbildung zum Chemielaboranten und nach deren erfolgreichen Abschluss ein Studium der Biologie an der Technischen Universität Braunschweig mit den Vertiefungsfächern Biochemie, Bioinformatik und Genetik. Während dieser Zeit lernte er Miguel Vences und Sebastian Steinfartz kennen und wurde deren Student. Im Anschluss wechselte Lüddecke 2018 ans Fraunhofer Institut für Molekularbiologie und Angewandte Ökologie in Gießen, wo er bei Andreas Vilcinskas im Rahmen des LOEWE Zentrums für Translationale Biodiversitätsgenomik über die Evolution und Chemie von Spinnengiften promovierte. Für diese Arbeiten wurde Lüddecke mit dem Dissertationspreis der Justus-Liebig-Universität Gießen ausgezeichnet. 2023 wurde er ausgewählt an den 72. Lindau Nobel Laureate Meetings (Physiologie oder Medizin) teilzunehmen. Seit 2021 leitet er die Arbeitsgruppe Animal Venomics am Fraunhofer Institut in Gießen. Er ist Mitglied zahlreicher wissenschaftlicher Fachverbände und beteiligt sich an deren Koordination; so war er ein Vertreter für Deutschland in der COST Action "European Venom Network" und ist der 1. Vorsitzende der Deutschen Arachnologischen Gesellschaft sowie Mitglied des Europa-Komitees der International Society on Toxinology (IST).

## Wissenschaftliches Werk
Lüddeckes wissenschaftlicher Fokus gilt der Untersuchung der molekularen Vielfalt in Tiergiften mit dem Ziel neue Naturstoffe zu entdecken, um deren Rolle für die Ökologie der jeweiligen Art zu verstehen und mögliche Anwendungen in Medizin oder Landwirtschaft davon ableiten zu können. Er identifizierte mehrere bislang unbekannte Molekülgruppen aus den Giften von Spinnen, Schnurwürmern und Amphibien. Nennenswerte Verbindungen, an deren Entdeckung er beteiligt war, sind beispielsweise Neuropeptidartige Toxine aus der Wespenspinne und mehrere Salamander-Alkaloide aus dem Gift des Feuersalamanders. Er befasst sich außerdem eingehend mit der Zusammensetzung und Wirkung von Schlangengiften, um die Therapie von Bissopfern zu optimieren. Ein weiterer Schwerpunkt von Lüddeckes Arbeit ist die Evolution und Artenvielfalt von Gifttieren, insbesondere von Vogelspinnen. Unter anderem veröffentlichte er die ersten belastbaren Hypothesen zu den Verwandtschaftsverhältnissen der Vogelspinnen und der Evolution ihrer Brennhaare anhand genetischer und genomischer Methoden. Im Rahmen seiner Arbeit über die Evolution der Vogelspinnen beschrieb Lüddecke zusammen mit anderen Kollegen die Gattung Antikuna (sieben Arten), sowie die Gattung Urupelma (elf Arten).